# Keresztes Máté
Nagybaczoni Keresztes Máté (Nagybacon, 1727 – Nagyenyed, 1795. december 4.) református lelkész, az Erdélyi református egyházkerület püspöke 1794-től a következő évben bekövetkezett haláláig.

## Életútja
Nagyenyeden, majd 1752 és 1759 között Kolozsvárt tanult, 1759-ben Máramarosszigeten iskolarektor volt, hogy külföldi tanulmányainak költségét összegyűjtse. 1761. május 16-án iratkozott be a Franekeri egyetemre, két év múlva, 1763 májusában pedig kézhez vette a professzoraitól aláírt bizonyítványokat. 
1763 nyarán tért haza Erdélybe. Kendeffy Elek udvarában végzett papi szolgálatot, majd 1764-1768 között Alsórákoson, 1768 májusától Zabolán, s még ez év október 10-től Kézdivásárhelyen lelkészkedett. 1768-1793 között volt kézdivásárhelyi lelkész és 1782. április 9-től a Kézdi Református egyházmegye esperese, később nagyenyedi lelkész, 1787 júliusától egyházkerületi főjegyző, 1793 december 6-1795 december 4 között püspök. Nem sokáig folytathatta püspöki hivatalát, mert szeme világát elvesztette s nemsokára agyvérzésben meghalt. 
Kézdivásárhelyen meghatározó a főtér arculatában, a református templom, mely ezer férőhellyel rendelkezik. Keresztes Máté esperes építette 1770-1782 között a barokk és neoklasszicista stílusjegyeket magán hordozó erődített templomot.
1. neje telegdi Bogdány Ilona, nagybatzoni Bogdán Péter pap leánya (1749, Nagyszeben – 1781. október 8., Alsórákos) Elvált 1778-ban. Mária Terézia magyar királynő a válást nem engedélyezte és csak a halála (1780. november 29.) után történt meg a válás. 6 gyermekük született. 2. neje kézdivásárhelyi Szőts Krisztina. (Kézdivásárhely, 1742. november 8.-) 1778. Szülei Szőts István ötvös és Kováts Erzsébet. (-1749. december 16.). 6 gyermekük született.

## Művei
- Felséges második József kegyelmes nagy fejedelméhez nagy Erdélyben a kézdi ref. tractusnak az 1781. eszt. 6. nov. a k.-vásárhelyi templomban véghez ment homagiuma letételének rendi. Melyet a nagy erdélyi reform. méltóságos fő consistoriumnak alázatosan felmutat és ajánl azon tractus Hatolykai Potsa Dávid insp. curator, Keresztes József esp. és Kováts Márton notarius által (Kolozsvár, 1782)
- Templom szentelő igék, könyörgések, éneklések. Melyekkel a kézdi-vásárhelyi reformátum új templom 1783. esztendőben első Advent innep napján, Istennek dicsőítésére szenteltetett (uo., 1783)
- Isten bizonyságom. Az az: Az örökké imádandó igaz Istennek mind a józan okosságban, mind a szent írásokban, magáról, mind mennyiben mind földön való bizonyság tétele szerint az ő állati egységét és személyi háromságát megmutató tanítás. Melyet az 1786. eszt. 25. jún. a generalis szent synodus előtt a székely-udvarhelyi új templomban ... hirdetett. (Prédikáció, 1786) (uo., 1795)

Üdvözlő verset írt Őri Fülep Gáborhoz (1763)
Kéziratban maradt: József császárnak háromszéki utazásnak leírása 1773; mutatványt közölt ebből az Erdélyi Prot. Közlöny (1876. 1., 2. sz.)

## A nagybaconi Keresztes család címere
Nagybaczoni Keresztes Máté püspök családi címere. (1727-1795) (1793-1795)